# Navio Biblioteca Zaire

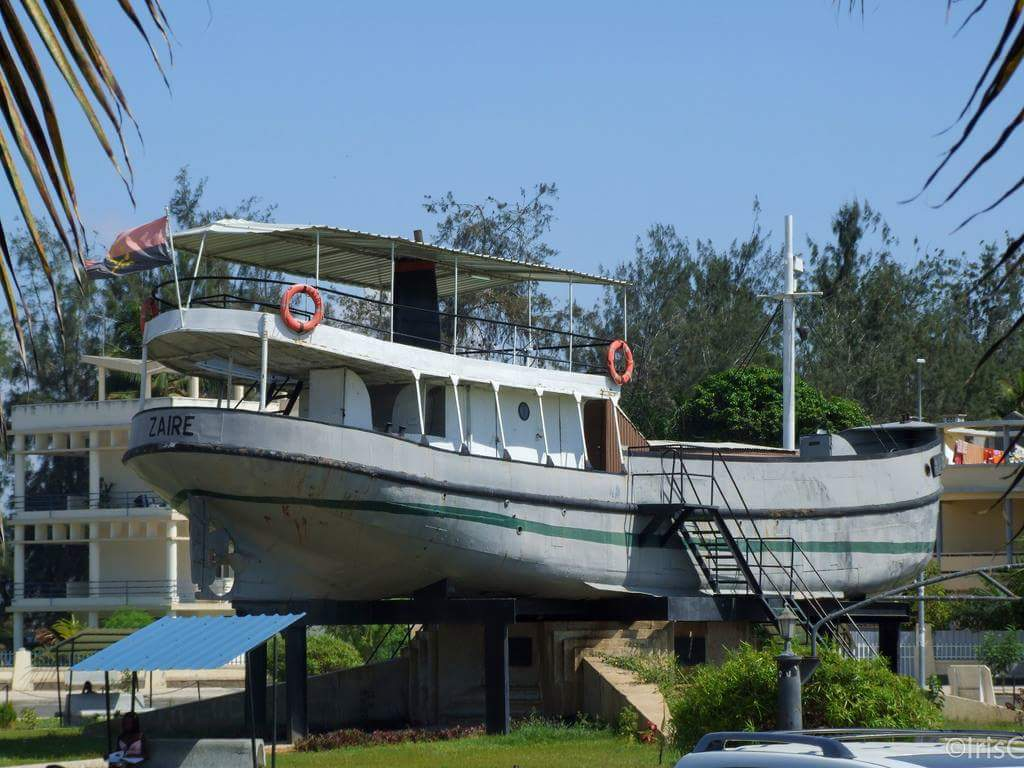
Navio Biblioteca Zaire

Navio Zaire ou Navio Biblioteca Zaire é uma embarcação atualmente estática, localizada na baía de Lobito, no Lobito, província de Benguela, em Angola.

## História
Foi neste navio que em 7 de novembro de 1961, o ex-presidente da República de Angola, José Eduardo dos Santos, saiu de Luanda para o exílio na República do Congo, onde na altura coordenou as actividades da Juventude do Movimento Popular de Libertação de Angola. Atualmente está estático e transformado numa biblioteca e monumento histórico, sendo assim um local de interesse turístico